# Arkadiusz Wudarski
Arkadiusz Wudarski (* 7. Dezember 1972; † 1. Februar 2025) war ein polnischer Jurist und Hochschullehrer.

## Leben
Er studierte Rechtswissenschaften an der Uniwersytet Śląski. Nach der Promotion und Habilitation an der Universität Hamburg bei Peter Mankowski hatte er seit 2010 die Professur für Polnisches und Europäisches Privatrecht sowie Rechtsvergleichung an der Europa-Universität Viadrina inne.
Wudarski betätigte sich in seiner Freizeit als Extremsportler, darunter Marathonwettbewerbe in der Sahara und am Mount Everest. Er verstarb am 1. Februar 2025 auf einer Expedition zum Aconcagua.

## Schriften (Auswahl)
- Der Pfandbrief und sein Treuhänder. Eine rechtsvergleichende Untersuchung zum polnischen und deutschen Recht. Frankfurt am Main 2006, ISBN 3-631-55064-2.
- mit Magdalena Habdas (Hg.): Ius est ars boni et aequi. Festschrift für Stanisława Kalus. Frankfurt am Main 2010, ISBN 3-631-58779-1.
- (Hg.): Das Grundbuch im Europa des 21. Jahrhunderts. Berlin 2016, ISBN 3-428-14638-7.
- (Hg.): Prawo obce w doktrynie prawa polskiego. Frankfurt an der Oder 2016, ISBN 978-83-62921-20-1.